# 709 Fringilla
709 Fringilla eller 1911 LK är en asteroid i huvudbältet, som upptäcktes 3 februari 1911 av den tyske astronomen Joseph Helffrich i Heidelberg. Den är uppkallad efter fågelsläktet Fringilla.
Asteroiden har en diameter på ungefär 95 kilometer.